# Kostium kąpielowy

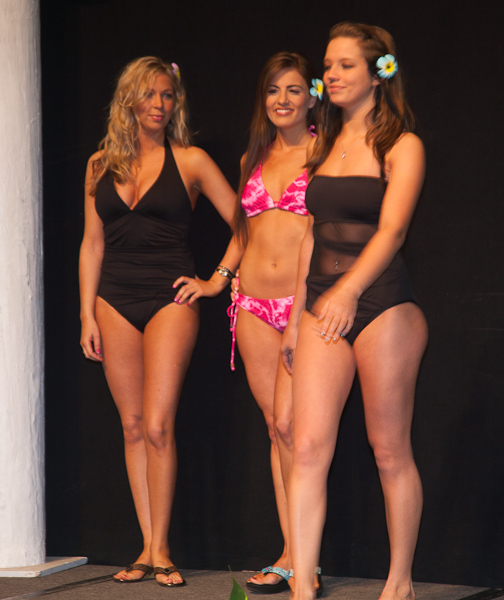
Różne typy współczesnych kobiecych strojów kąpielowych

Kostium kąpielowy, strój kąpielowy – ubiór służący do rekreacyjnego pływania i plażowania. Od końca XX wieku wykonywany z szybkoschnących tworzyw sztucznych. Strój męski to kąpielówki, kostiumy kobiece można podzielić na jednoczęściowe i dwuczęściowe (jak np. bikini), składające się ze stanika i majtek.
Kostium kąpielowy, specjalny strój służący początkowo do kąpieli w morzu, pojawił się w połowie XIX wieku w Europie. Jego wygląd kształtował się w zależności od trendów w modzie i możliwości technologicznych przemysłu włókienniczego, zależał też od stosunku społeczeństwa do odsłaniania ciała oraz aktywnego uprawiania sportów, szczególnie przez kobiety.

## Historia kostiumu kąpielowego

### Przed pojawieniem się kostiumu kąpielowego

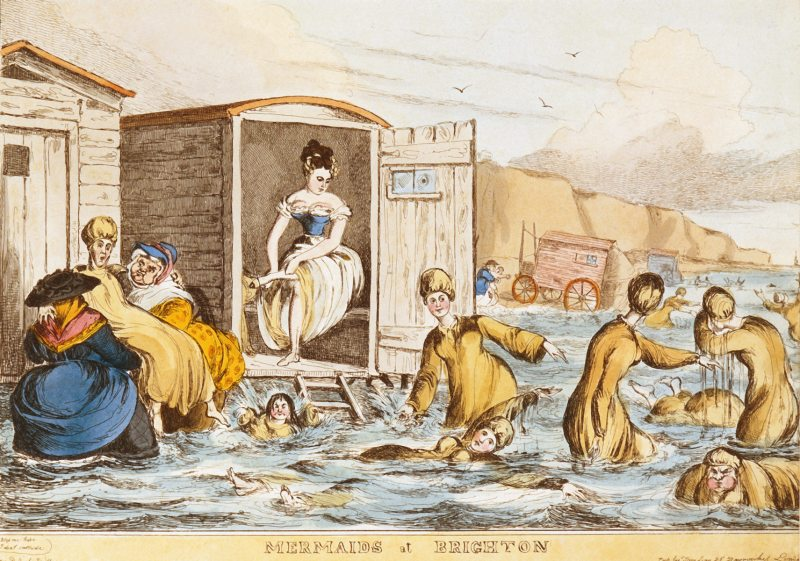
Kąpiel morska w Brighton, ok. 1829 (grafika Mermaids at Brighton autorstwa Williama Heatha)

Przez zdecydowaną część historii ludzkości pływano i kąpano się nago. Także w średniowiecznej Europie mężczyźni na ogół zażywali kąpieli bez ubrania, choć wiadomo, że w połowie XV wieku w wodach uzdrowiskowych Baden i Bath używali rodzaju kalesonów, zaś kobiety – długich kitlów.
W XVII wieku kąpiele w ciepłych źródłach zaczęły być szerzej zalecane jako zabieg leczniczy. Do ich zażywania w basenach uzdrowiskowych służyły lniane ubiory: koszule dla kobiet, kalesony i rodzaj kitlów z długimi rękawami dla mężczyzn. Ubiór taki miał na celu jedynie okrycie ciała przed wzrokiem postronnych, jego wyglądowi nie poświęcano wiele uwagi. Także później, gdy pod koniec XVIII wieku na popularności zyskiwał wypoczynek nad morzem i kąpiele morskie, nie używano specjalnych strojów kąpielowych. Kąpieliska były podzielone na część dla mężczyzn i dla kobiet (bądź tej samej części plaży używano w różnym czasie), sama kąpiel trwała dość krótko i miała cel raczej zdrowotny niż rekreacyjny, a ponadto korzystano z wciąganych w morze kabin kąpielowych, w których przebierano się, a następnie wchodzono wprost do wody. Kabina dodatkowo osłaniała ludzi zażywających kąpieli przed mogącymi patrzeć z brzegu osobami przeciwnej płci. Wszystko to czyniło zadość ówczesnemu poczuciu skromności i mężczyźni kąpali się po prostu nago lub w płóciennych kalesonach, a kobiety w koszulach, jednak wykonanych z materiału nieprzylegającego do ciała, a niekiedy obciążonych u dołu, by się nie podwinęły.

### Od połowy XIX wieku do pierwszych dekad XX wieku

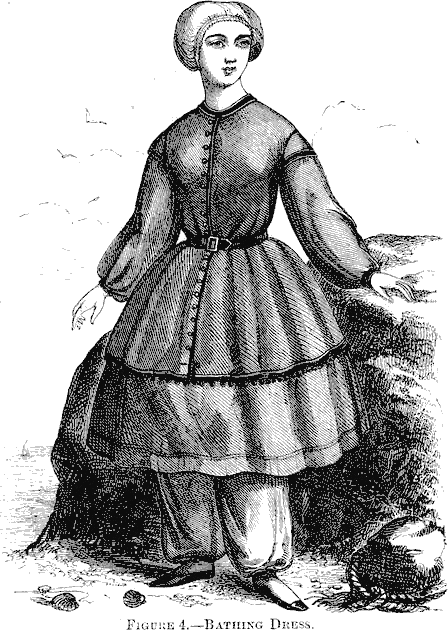
Kobiecy strój kąpielowy z 1858 roku

Potrzeba kostiumu kąpielowego jako specjalnego ubioru pojawiła się w połowie XIX wieku, w miarę popularyzacji wypoczynku nad morzem i stopniowej akceptacji wspólnego korzystania z plaży przez kobiety i mężczyzn. W latach 40. XIX wieku, by umożliwić kobietom większą aktywność niż tylko zanurzanie się w wodzie, do stroju kobiecego wprowadzono zyskujące wówczas popularność pantalony, a część wierzchnia została zebrana w pasie i skrócona. Taki też kształt zyskały kobiece stroje kąpielowe: składały się z odcinanej w pasie sukni z rękawami, ze spódnicą sięgającą łydek, a później kolan, pantalonów, początkowo długich do kostek, potem do kolan oraz pończoch. Stopy były chronione przez specjalne obuwie, często ze wstążką zawiązywaną wokół łydki. Suknie były wykonywane z wełnianej flaneli lub serży w ciemnych kolorach, na których mniej było widać zamoczenie w wodzie. Ta jednostajna kolorystyka była ożywiana kontrastującymi wstawkami czy innymi elementami, jak np. marynarskie kołnierze. Krój kostiumu i dodatki do niego, takie jak chroniące włosy czepki, turbany i kapelusze, były pochodną aktualnej mody i zmieniały się z sezonu na sezon. Uzupełnieniem stroju plażowego był płaszcz kąpielowy, mogący przykryć mokry i nieatrakcyjnie wyglądający wełniany kostium podczas przejścia z wody do przebieralni. Pod kostiumem noszono gorset.

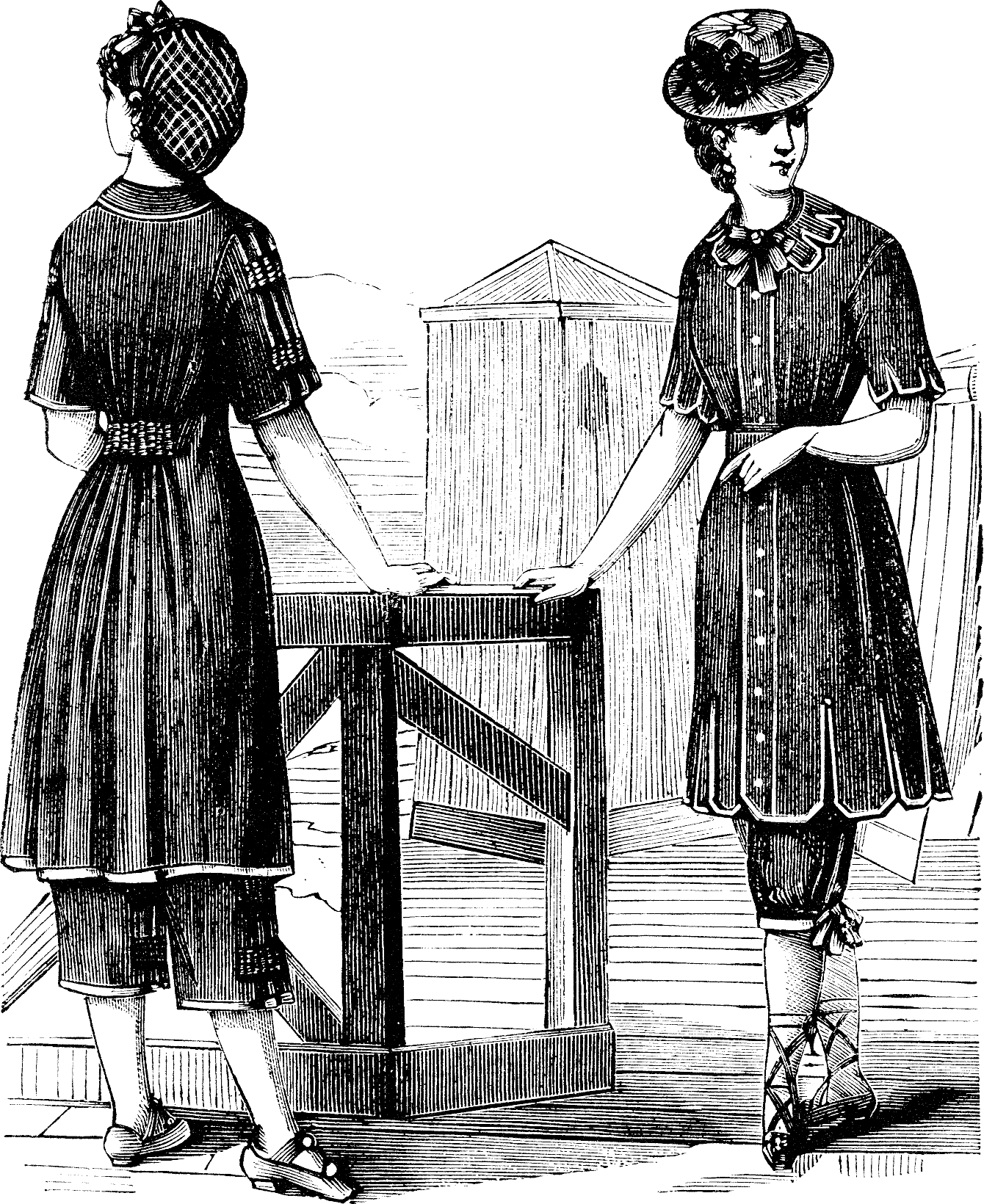
Wzory kobiecych kostiumów kąpielowych, czasopismo „Peterson’s Magazine” z 1883 roku

W miarę upływu czasu kostium kobiecy odsłaniał coraz więcej ciała: spódnica, pantalony i rękawy ulegały skróceniu, pojawił się też dekolt. W samym końcu XIX wieku, gdy coraz więcej kobiet zaczęło uprawiać sport, w tym pływanie, pojawiły się też kostiumy z odpinaną spódniczką. Zaznaczył się też inny trend – niektóre stroje plażowe przeznaczone były raczej do spacerów brzegiem morza niż do kąpieli, a ich zamoczenie zrujnowałoby całą kreację. Zapewne też część osób korzystających z plaży kontakt z wodą ograniczała do brodzenia w niej w codziennym stroju.

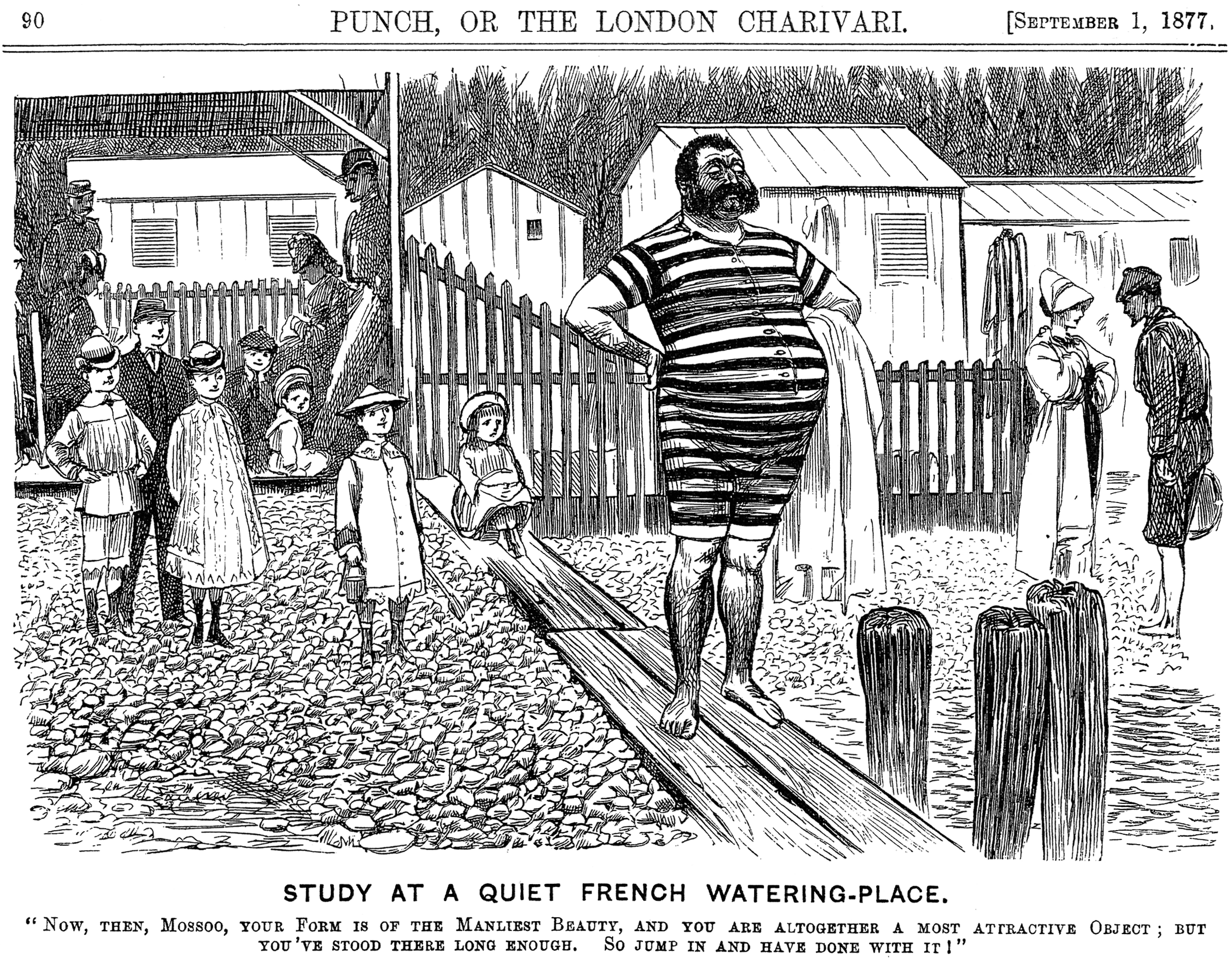
XIX-wieczny męski kostium kąpielowy, karykatura z „Puncha”, 1877 rok

Gdy z plaży zaczęły korzystać jednocześnie osoby obojga płci, konieczny stał się także odpowiedni strój przeznaczony dla mężczyzn, przedtem mogących swobodnie pływać nago. W połowie wieku XIX ukształtował się męski kostium kąpielowy, wykonany z dzianiny jednoczęściowy ubiór, stanowiący połączenie podkoszulka z krótkimi rękawami z sięgającymi kolan kalesonami. Taki kostium, z niewielkimi zmianami polegającymi na eliminacji rękawów i skróceniu nogawek, był używany aż do lat 30. XX wieku.
Aby uniknąć skojarzenia z bielizną, męskie kostiumy często miały ciemne kolory, choć popularnym wzorem były także poziome pasy. Strój męski występował także w wersji dwuczęściowej; składał wówczas się z obcisłej, krótkiej tuniki oraz spodenek.

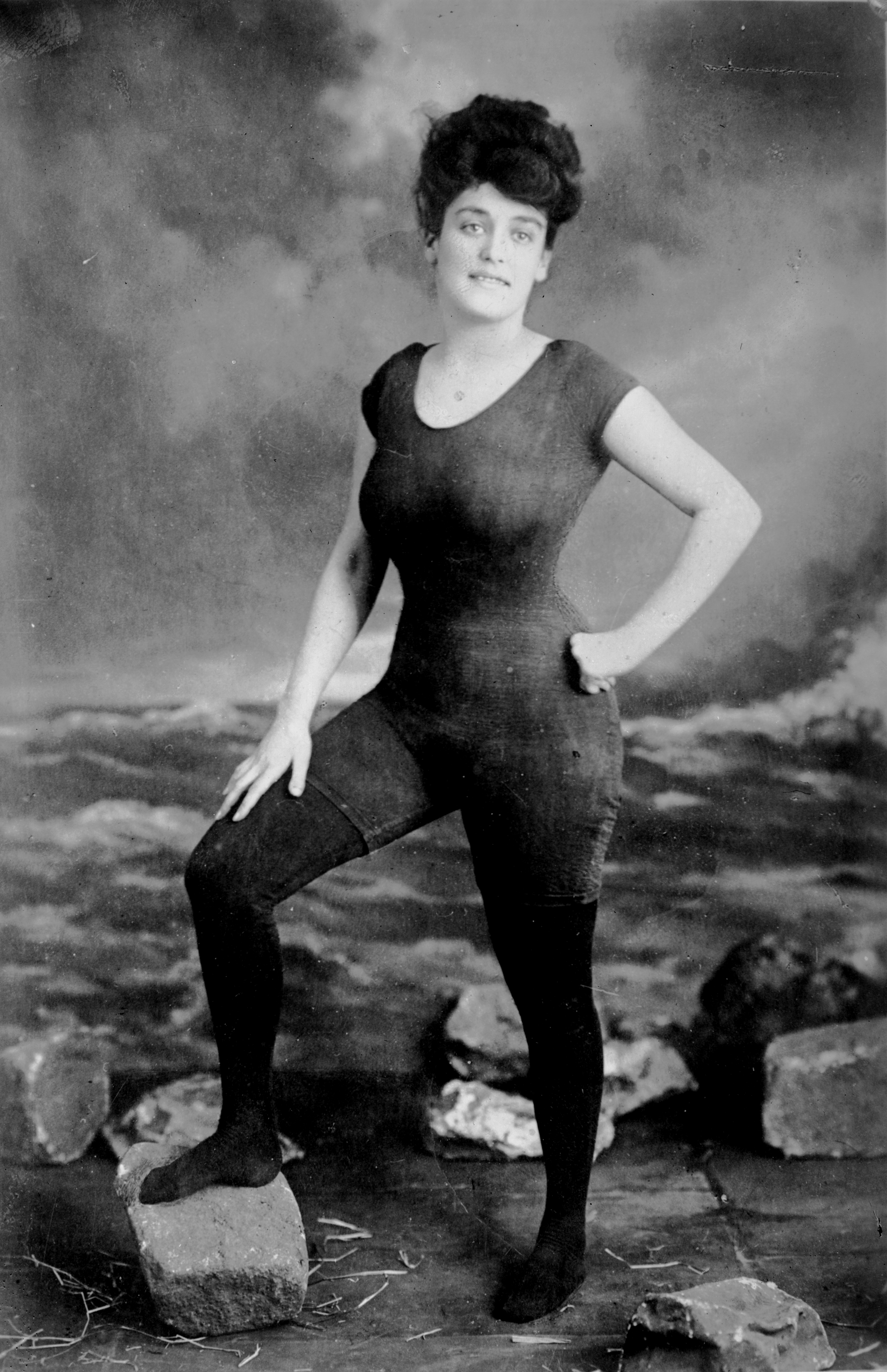
Annette Kellerman w jednoczęściowym kostiumie pływackim, ok. 1900 roku

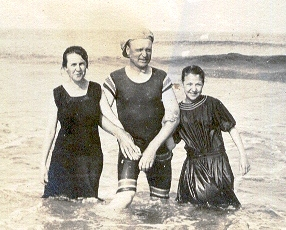
Kobiece i męskie kostiumy kąpielowe ok. roku 1915

Na przełomie XIX i XX wieku, w miarę rozpowszechnienia się pływania jako sportu, pojawił się też kostium pływacki. Czarne, wełniane kostiumy męskie były zbliżone do tych kąpielowych. Ten krój został także zaadaptowany przez pływaczki, choć początkowo tego rodzaju ubiór, kojarzący się też z cyrkowym trykotem, nie był powszechnie akceptowany, mimo uzupełniania go o długie, czarne pończochy. Annette Kellerman, australijska pływaczka długodystansowa, znana także z pokazów fantazyjnego nurkowania, w 1907 roku została aresztowana za pokazanie się w takim kostiumie na bostońskiej publicznej plaży. Niemniej w roku 1912, podczas igrzysk olimpijskich w Sztokholmie, gdy po raz pierwszy przeprowadzono zawody w pływaniu kobiet, zawodniczki wystąpiły właśnie w obcisłych, dzianinowych kostiumach i od tej pory tego rodzaju strój sportowy zyskał społeczną akceptację, choć w niektórych miejscach walczono z nim nawet do lat 20. XX wieku.

### Od lat 20. do 50. XX wieku

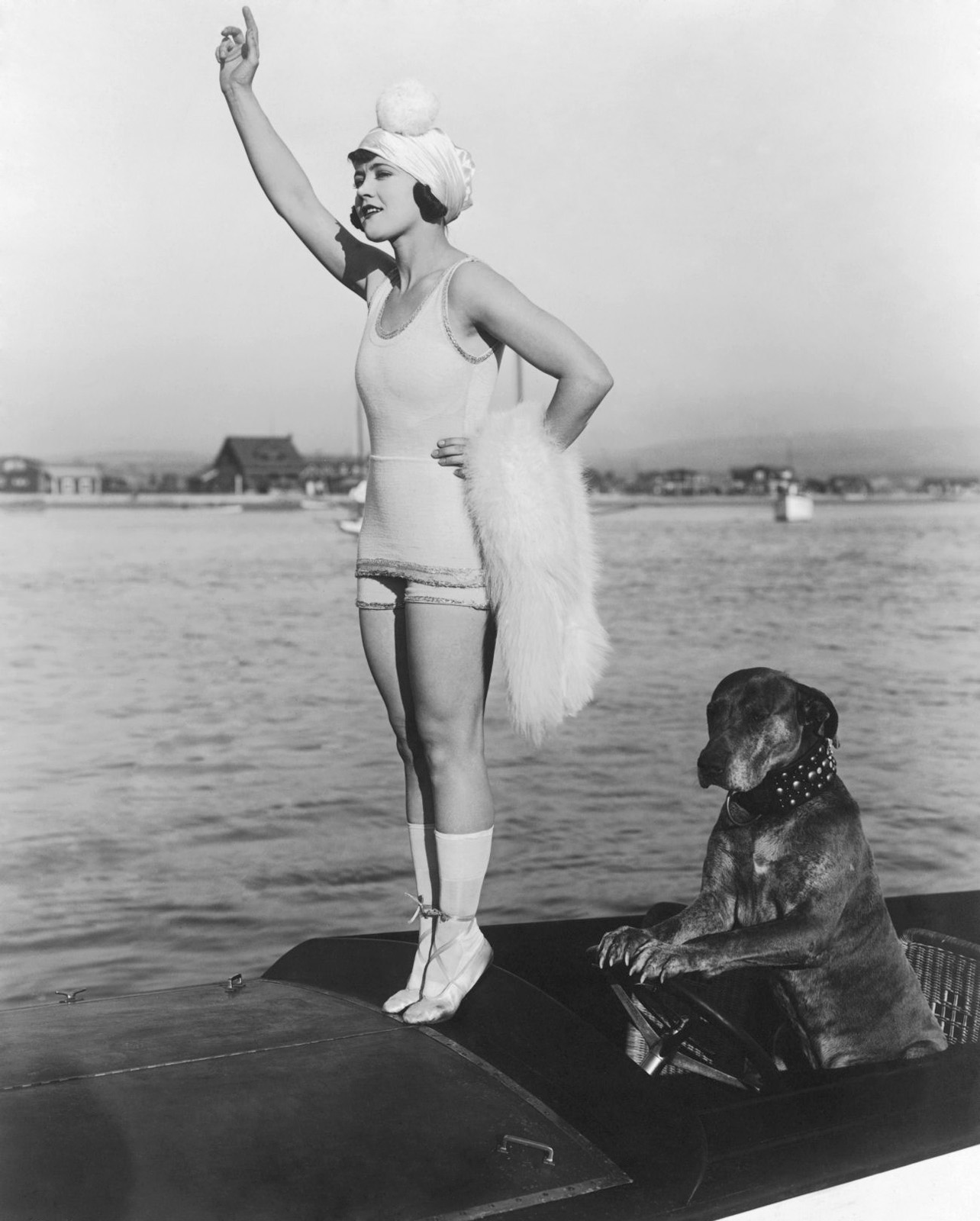
Gloria Swanson w kostiumie kąpielowym, 1917 rok

Okres I wojny światowej był przełomem w modzie kobiecej, zmiany nie ominęły także strojów kąpielowych. W latach 20. XX wieku kostiumy zaczęły odsłaniać ramiona i uda, a ich wygląd nie odbiegł specjalnie od stroju męskiego. W takim kostiumie, wykonanym ze ścisłej, elastycznej dzianiny, kobieta mogła uprawiać sporty wodne równie swobodnie co mężczyzna, a pływanie stawało się coraz bardziej popularne, także dzięki wzrostowi liczby basenów i ogólnej promocji aktywnego trybu życia.
Wakacje w modnych kurortach nadmorskich wymagały też odpowiednich strojów. Paryscy kreatorzy mody, jak np. Jean Patou, Jeanne Lanvin czy Elsa Schiaparelli, projektowali kostiumy jedno- i dwuczęściowe, składające się z obcisłej góry i spodenek i mające śmiałe, geometryczne wzory w kontrastujących kolorach. Wyposażenie uzupełniały plażowe sukienki i piżamy, czepki kąpielowe i kapelusze do ochrony przed słońcem, plażowe obuwie i sandały, parasole i duże płócienne torby.

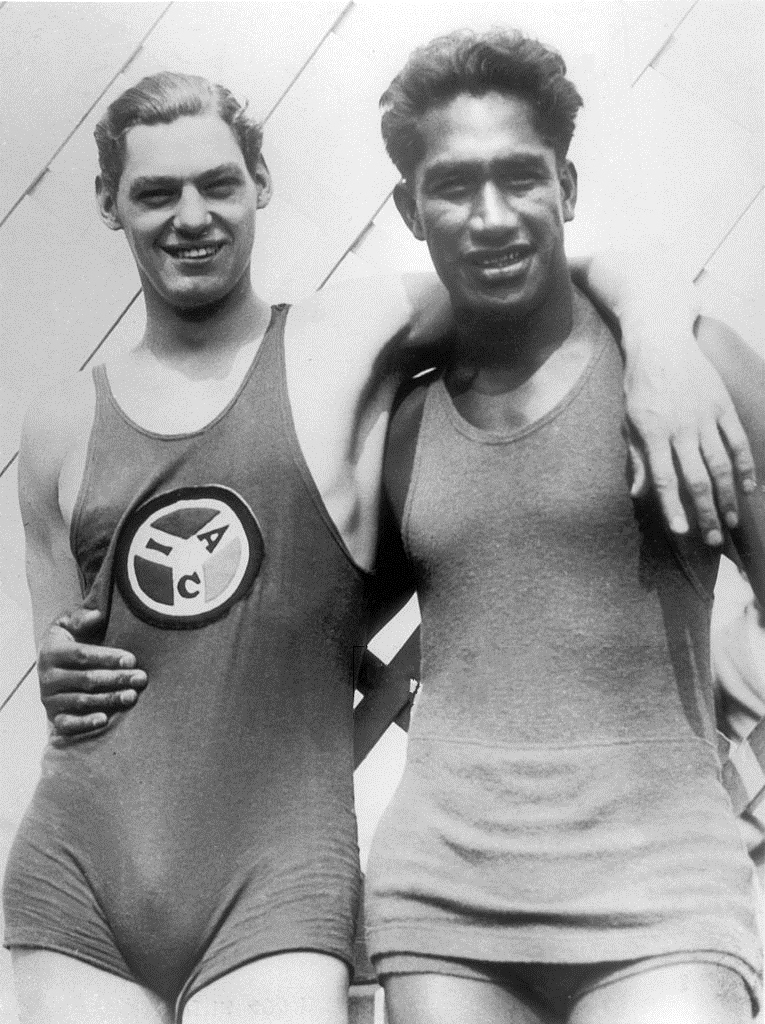
Johnny Weissmuller i Duke Kahanamoku na igrzyskach olimpijskich w Paryżu w 1924 roku

Na początku lat 30. XX wieku przemysł odzieżowy, zwłaszcza bieliźniarski, zyskał nowe możliwości dzięki wynalezieniu elastycznego włókna nazwanego lasteksem. Wykorzystano je także w produkcji kostiumów kąpielowych, które mogły jeszcze ściślej przylegać do ciała, podkreślając kobiece kształty i jednocześnie je modelując.
Modne stały się jednoczęściowe kostiumy kąpielowe z głębokimi dekoltami na plecach, inspirowane podobnymi wycięciami sukien wieczorowych. Ciągle popularne były jednoczęściowe modele z króciutką, szczątkową spódnicą (albo przednim panelem ją imitującym), ale pojawiły się też podobne stroje dwuczęściowe, z majtkami o wysokim stanie przykrytymi spódniczką i ze stanikiem lub topem. Odsłanianiu większej ilości ciała sprzyjała też moda na opalanie. Źródłem inspiracji dla producentów kostiumów był także film – po ukazaniu się obrazu The Jungle Princess z Dorothy Lamour modne stały się stroje wzorowane na sarongach.

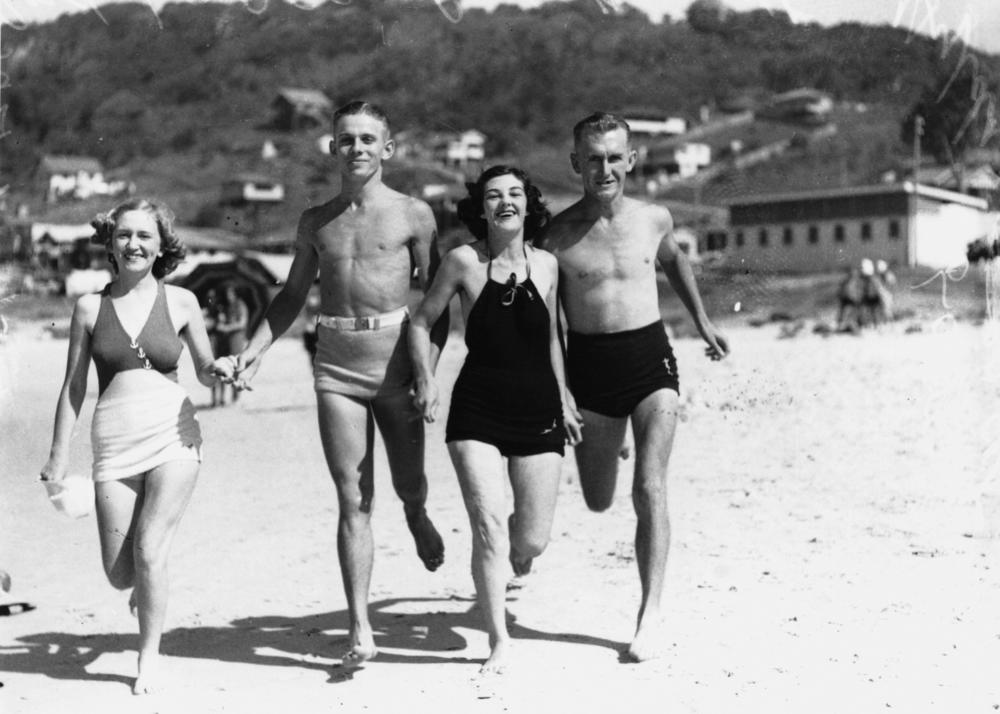
Plażowicze w roku 1938

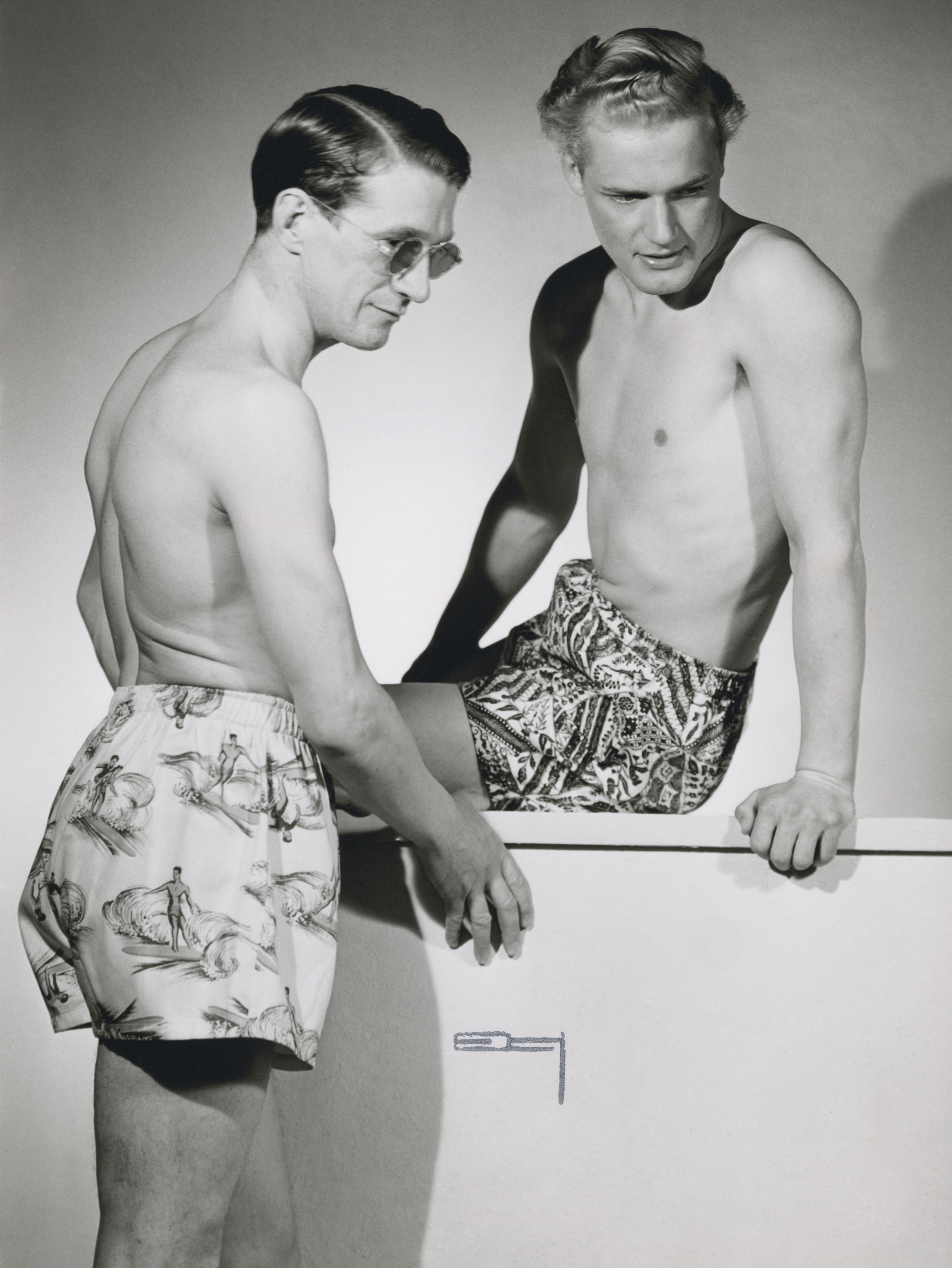
Męskie spodenki kąpielowe, 1947 rok

Zmiany objęły także męski strój kąpielowy. W latach 20. wciąż jeszcze w wielu miejscach poczucie przyzwoitości wymagało zakrywania męskiej piersi, jednak stroje stały się bardziej wycięte, wzorując się na kostiumach pływaków, dla których większa odkryta powierzchnia ciała oznaczała mniejsze tarcie, a więc i większą szybkość. Gdy australijska firma Speedo w 1928 roku opracowała kostium wykonany z jedwabnej dzianiny, z dużymi wycięciami z boków, z tyłu mający tylko elastyczny pasek, wzór ten został bardzo szybko rozpowszechniony w kostiumach kąpielowych. Lata 30. przyniosły dalsze zmiany. Widok nagiego męskiego torsu przestał szokować i kostium kąpielowy przybrał kształt dość obcisłych spodenek z króciutkimi nogawkami, choć jeszcze do ok. roku 1935 niektórzy amerykańscy producenci oferowali kostiumy z odpinanym przednim panelem zakrywającym piersi lub z dodatkową koszulką, by umożliwić korzystanie z plaży czy basenu w miejscach, gdzie obowiązywały bardziej restrykcyjne przepisy dotyczące ubioru.
Kąpielówki miały paski, kieszenie czy kontrastujące wstawki, które miały odróżniać je od bielizny. W latach 40. XX wieku w USA popularne stały się też luźniejsze, wzorowane na spodenkach bokserskich szorty, często wzorzyste. Ich plażowym uzupełnieniem była sportowa koszulka.
W Japonii pływano niekiedy w tradycyjnej bieliźnie zwanej rokushaku fundoshi, będącej odpowiednio zawiniętym na biodrach i w kroku długim pasem materiału.

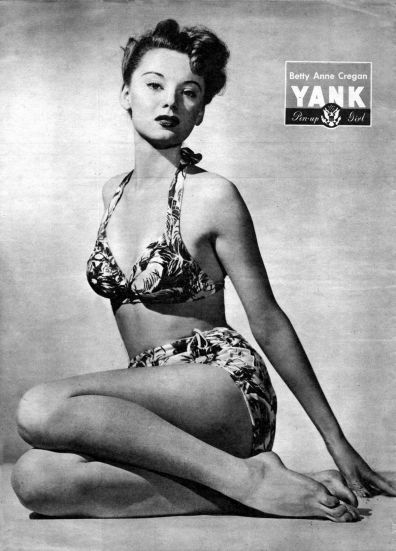
Pin-up girl w dwuczęściowym kostiumie kąpielowym, zdjęcie z amerykańskiego tygodnika dla żołnierzy z 1945 roku

W początku lat 40. XX wieku w kobiecych kostiumach zaznaczył się trend do podkreślania biustu. Stroje były wykonywane głównie z tkanin, gdyż wojna uniemożliwiła wykorzystywanie lasteksu, przez co nadawały się bardziej do opalania niż kąpieli.

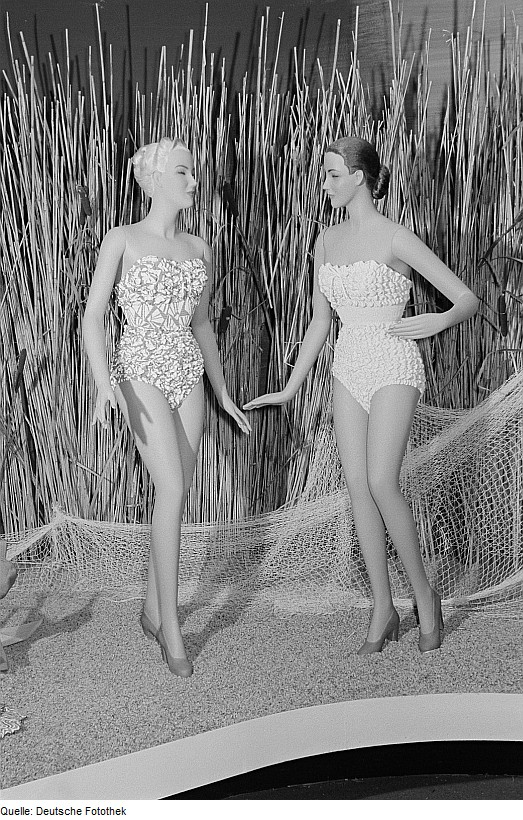
Prezentacja jednoczęściowych kostiumów kąpielowych, Niemcy 1954

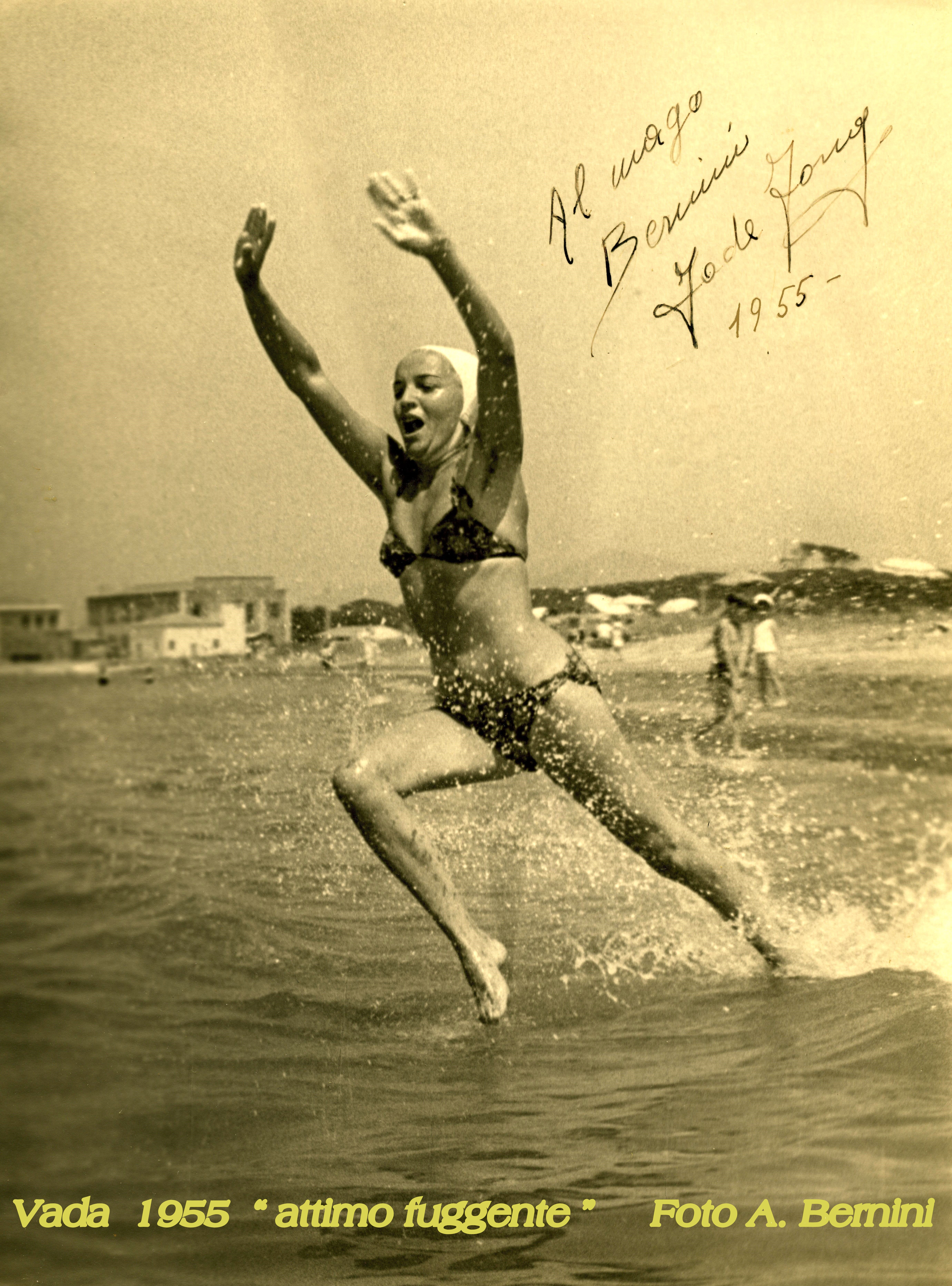
Dziewczyna w bikini, Włochy 1955

Po wojnie moda na podkreślanie kobiecych kształtów poszła jeszcze dalej, zgodnie z duchem kolekcji New Look Christiana Diora z 1947 roku. Kostiumy, dzięki fiszbinom, usztywnieniom i wkładkom, unosiły wysoko piersi nadając im pożądany, szpiczasty kształt i wysmuklając talię. Możliwe stało się znowu wykorzystanie lasteksu, szybko zaczęto stosować także nowe włókna syntetyczne, jak nylon. Modele i wzory w końcu lat 40. i w latach 50. były bardzo różnorodne, inspiracji szukano w Polinezji, Meksyku i Indonezji (batiki), modne były też rustykalne dodatki (drewno i rafia), motywy zwierzęcych skór (szczególnie futer wielkich kotów), ale także wyszywane cekinami kostiumy z wodoodpornej tafty i lamy. Mniej zaznaczającym się, choć obecnym trendem były wykonane z dzianin miękkie stroje, umożliwiające swobodne ruchy.
Ale lata tużpowojenne to przede wszystkim premiera bikini – dwuczęściowego kostiumu, który zakrywał mniej niż jakikolwiek inny strój. W lecie 1946 roku w Paryżu projektant Jacques Heim i inżynier Louis Réard zaprezentowali kostium składający się ze stanika w formie dwóch trójkątów związanych sznurkiem z tyłu i wokół szyi oraz majtek, będących także dwoma zszytymi w kroku trójkątami i związanymi sznurkami na biodrach.
Choć publicyści zajmujący się modą, jak np. pracująca dla amerykańskiego „Harper’s Bazaar” Diana Vreeland, uznali bikini za przełom, początkowo nie stało się ono zbyt popularne. Problemem było to, że odsłaniało zbyt dużo ciała (widoczna była większość brzucha wraz z pępkiem, praktycznie całe plecy, uda aż do bioder), zostało więc uznane za zbyt odważne przez wciąż dość pruderyjnie podchodzące do pokazywania nagiego ciała społeczeństwo, w tym także przez wiele kobiet. Na wielu publicznych plażach i kąpieliskach wprost zakazano noszenia bikini, ale kobiety w nie ubrane spotykały się z dezaprobatą także na prywatnych basenach czy w zamkniętych klubach. Taka sytuacja trwała przez całe lata 50., choć w bikini pokazywały się na plażach Lazurowego Wybrzeża ówczesne seksbomby, jak Brigitte Bardot, Jayne Mansfield i Diana Dors czy też dziewczyny biorące udział w wakacyjnych konkursach piękności na Florydzie czy w Kalifornii.

### Od lat 60. XX wieku do współczesności

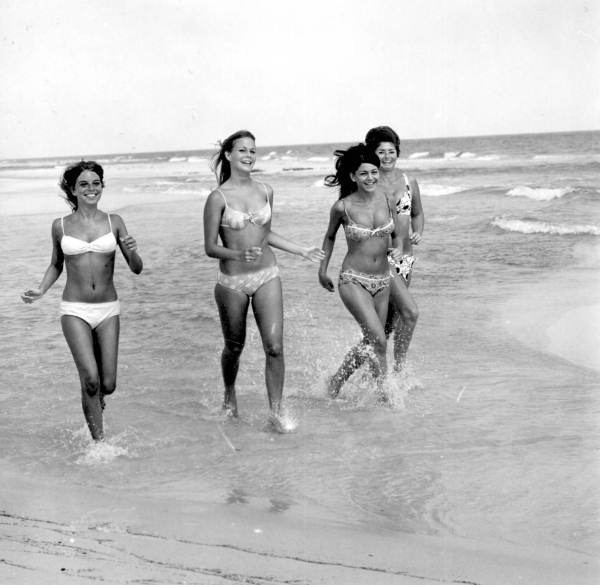
Modelki w bikini, Floryda 1969

Lata 60. XX wieku przyniosły zmianę podejścia do odsłaniania ciała. Wzrost wpływu młodzieży na rynek odzieżowy sprawił, że ideałem stała się zdrowa, młodzieńcza sylwetka i opalona skóra. Bikini zaczęło być modne, choć początkowo było sprzedawane głównie w wersji nieco zmodyfikowanej, z bardziej rozbudowanymi figami. W tym okresie pojawiło się jedno z najsłynniejszych bikini w historii – to, w które była ubrana wynurzająca się z wody Ursula Andress w Doktorze No.
Istotną nowością w początku lat 60. było zastosowanie niedawno wynalezionego spandeksu, dzięki któremu kostiumy kąpielowe mogły być bardziej przylegające, a zarazem lekkie i cienkie.

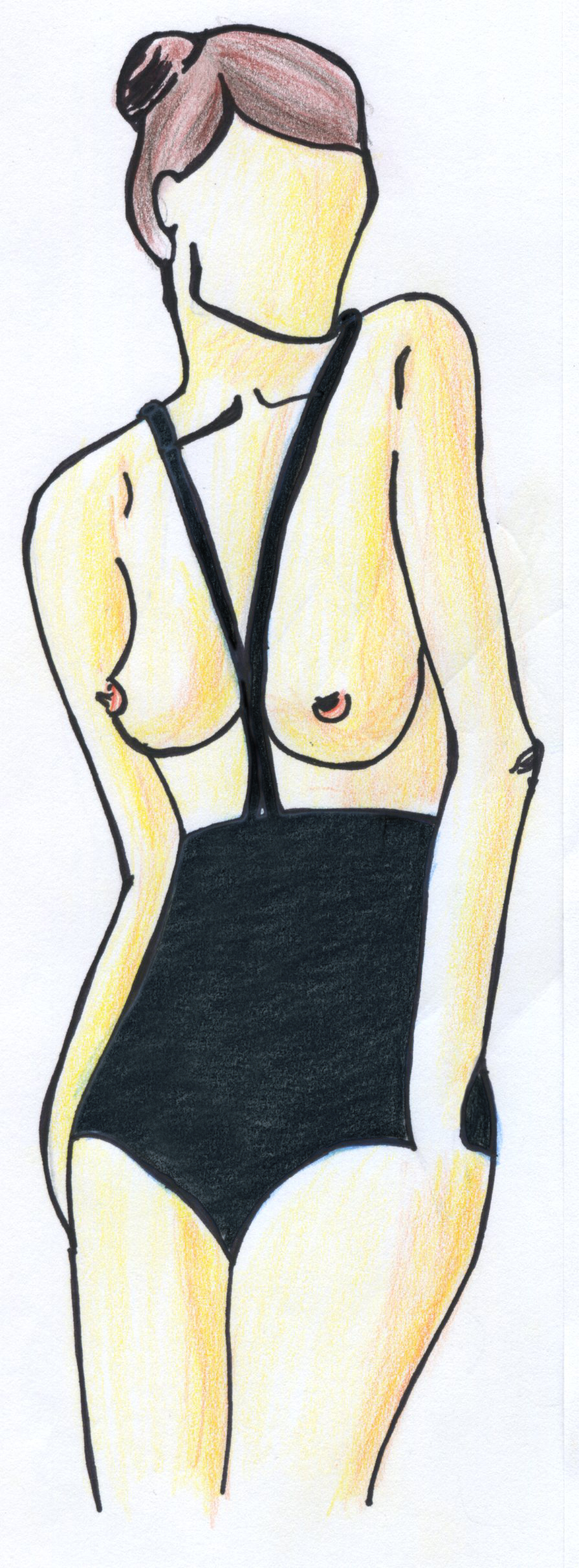
Monokini według projektu Rudiego Gernreicha

W miarę upływu czasu kostiumy kąpielowe stawały się coraz bardziej śmiałe. W 1964 roku amerykański projektant mody Rudi Gernreich zaszokował publiczność, przedstawiając monokini – kobiecy kostium kąpielowy składający się tylko z czarnych majtek z wysokim stanem i przechodzących między nagimi piersiami, zawiązywanych na szyi szelek.
Dziesięć lat później także Gernreich zaproponował – dla obu płci – kostiumy kąpielowe z odsłaniającymi pośladki stringami. Takie bikini stało się szczególnie popularne w Brazylii, gdzie pod koniec lat 70. pojawiły się jeszcze bardziej skąpe stringi, podtrzymywane tylko przez cienkie sznureczki i nazwane fio denta (nić dentystyczna). Strój ten eksponował pośladki, będące w kulturze latynoskiej silnym wabikiem erotycznym.

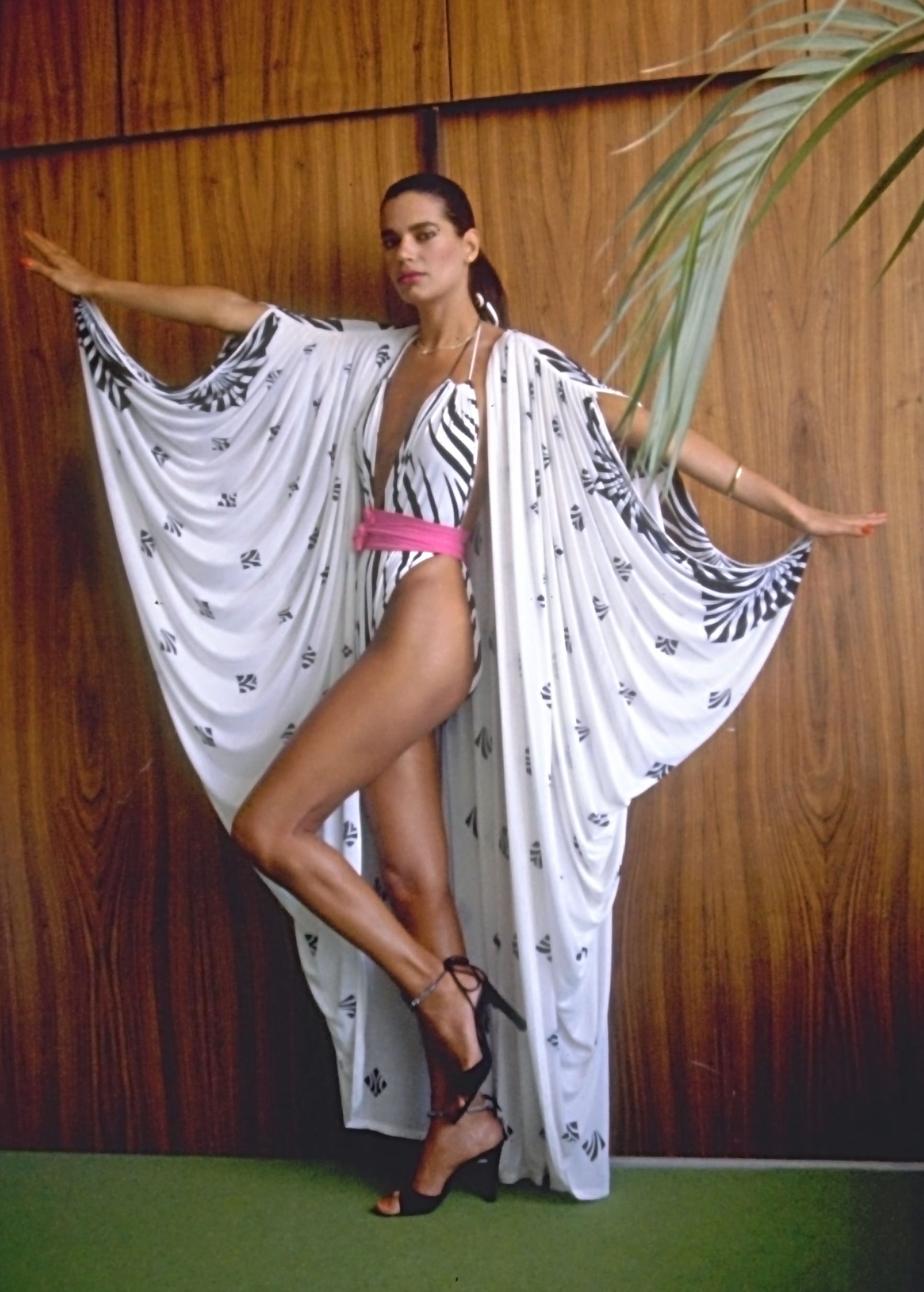
Odsłaniający biodra jednoczęściowy kostium, 1980

Lata 70. to także pojawienie się stroju topless – damskiego kostiumu składającego się tylko z majtek. Początkowo ubrane tak kobiety pojawiały się tylko na znanych z większej swobody plażach Rio de Janeiro czy Saint-Tropez, ale z czasem strój taki stał się popularny i akceptowany także gdzie indziej.
W latach 70. i 80. modna stała się wysportowana sylwetka, z widocznym zarysem mięśni. Podkreślały ją kostiumy kąpielowe odsłaniające pośladki i biodra. Znowu modne stały się kostiumy jednoczęściowe, ale z dużymi wycięciami lub składające się z niedużych części tkaniny utrzymywanych w odpowiednim miejscu przez liczne paski.
Na początku lat 80. w kostiumach kobiecych zaznaczył się też trend retro, pojawiły się stroje w stylu glamour, nawiązujące do tych z lat 40. W latach 90. pojawiło się tankini, kostium składający się z fig oraz obcisłego topu.
Od lat 90. XX wieku brak jest wyraźnych trendów w modzie plażowej – wielość modeli umożliwia kobietom prawie nieograniczony wybór, zwłaszcza że dozwolone stało się także łączenie różnych kolorów i wzorów obu części kostiumu. Także mężczyźni mają do dyspozycji szeroką gamę modeli kąpielówek: od skąpych slipów po workowate spodenki w stylu surferów.
W początku XXI wieku popularne stały się też stroje odkrywające więcej ciała niż klasyczne bikini czy nawet stringi. Do takich należą między innymi osłaniające tylko wzgórek łonowy C-stringi, które pozwalają na uniknięcie białych śladów po opalaniu.
Początek XXI wieku to także pojawienie się burkini, zaprojektowanego przez Ahedę Zanetti dla muzułmanek, którym religia zabrania pokazywania ciała i włosów w miejscach publicznych. Burkini zakrywa całe ciało z wyjątkiem stóp, dłoni i twarzy, ale dzięki zastosowaniu elastycznych materiałów umożliwia pływanie.

## Rodzaje współczesnych strojów kąpielowych

### Stroje damskie

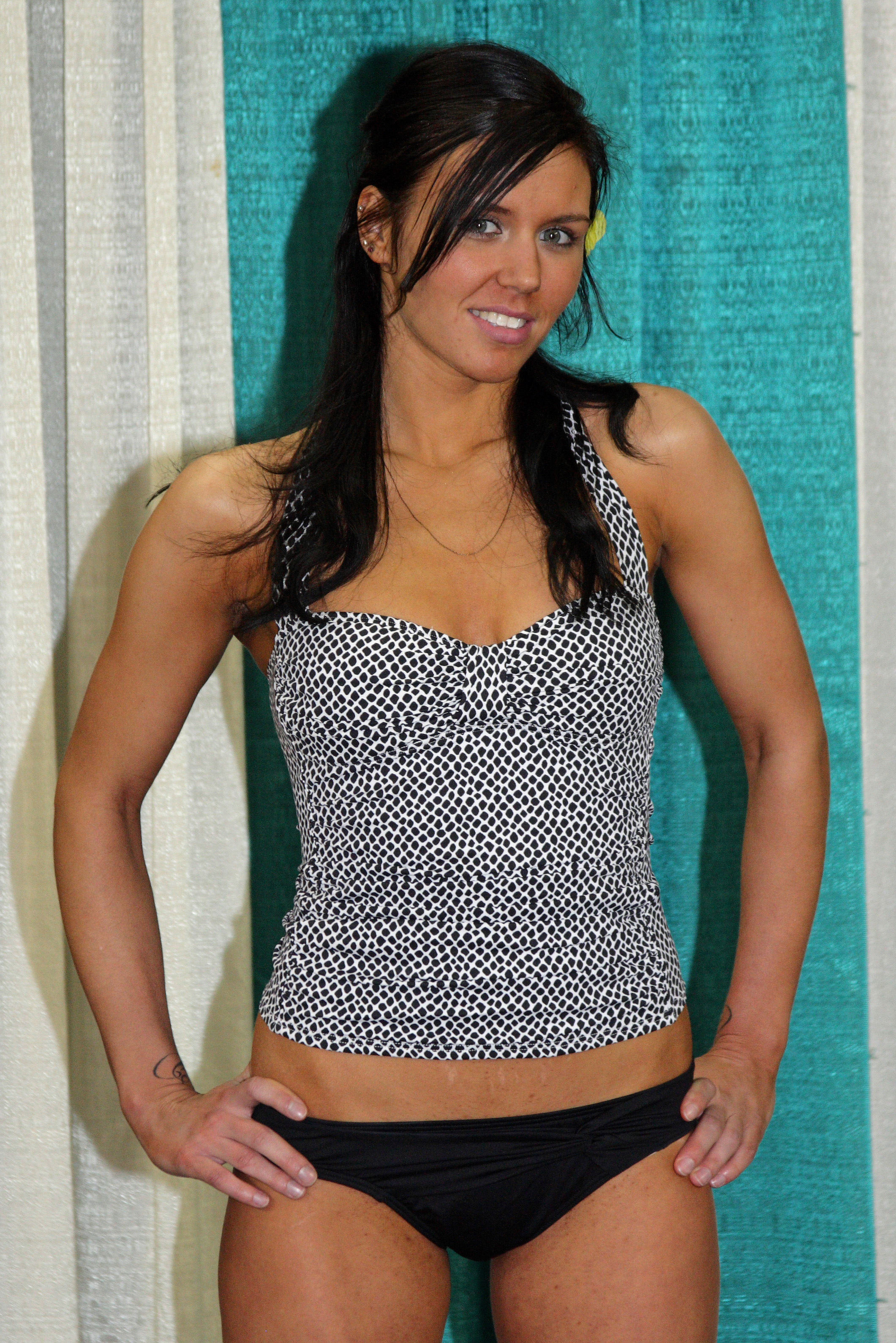
Tankini, 2010

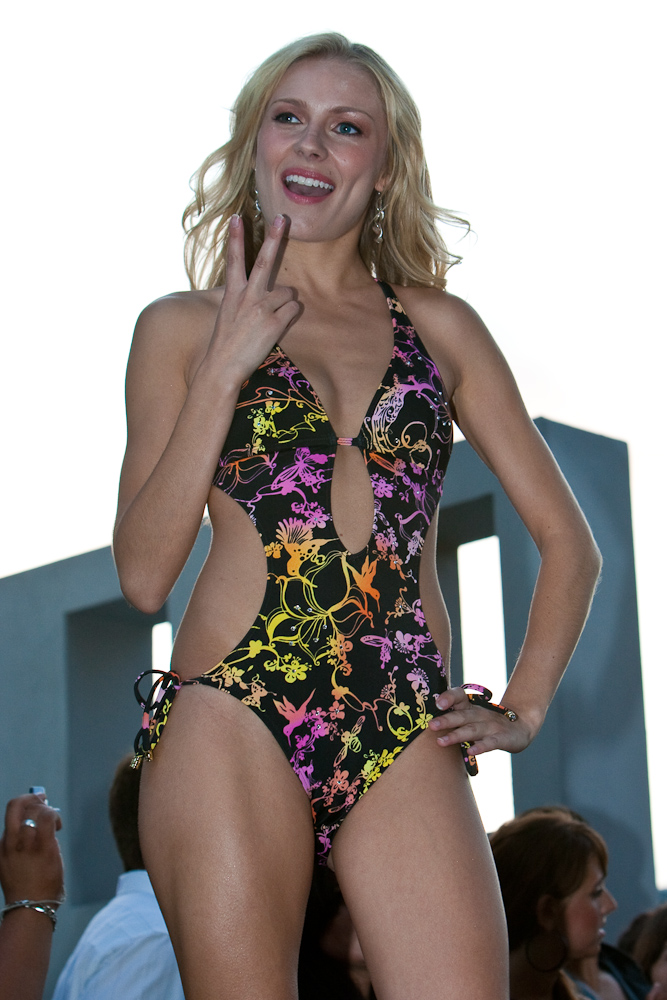
Współczesne monokini, 2009

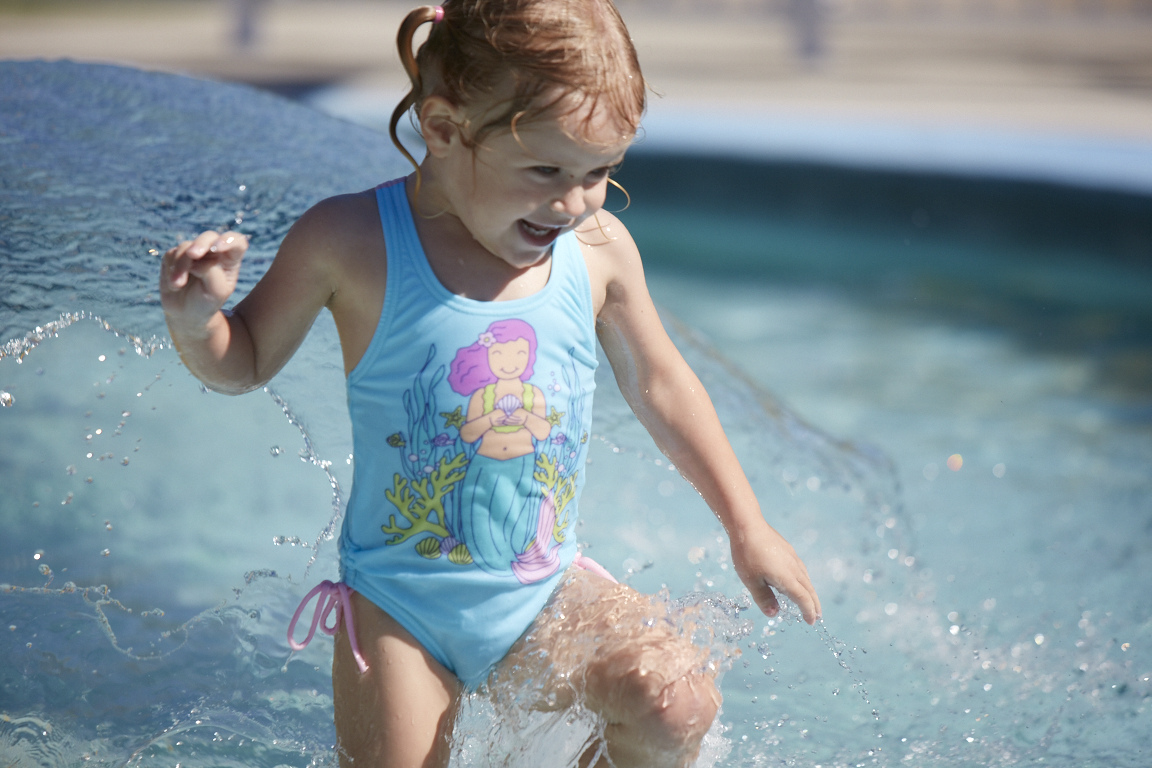
Dziewczynka w stroju kąpielowym, 2012

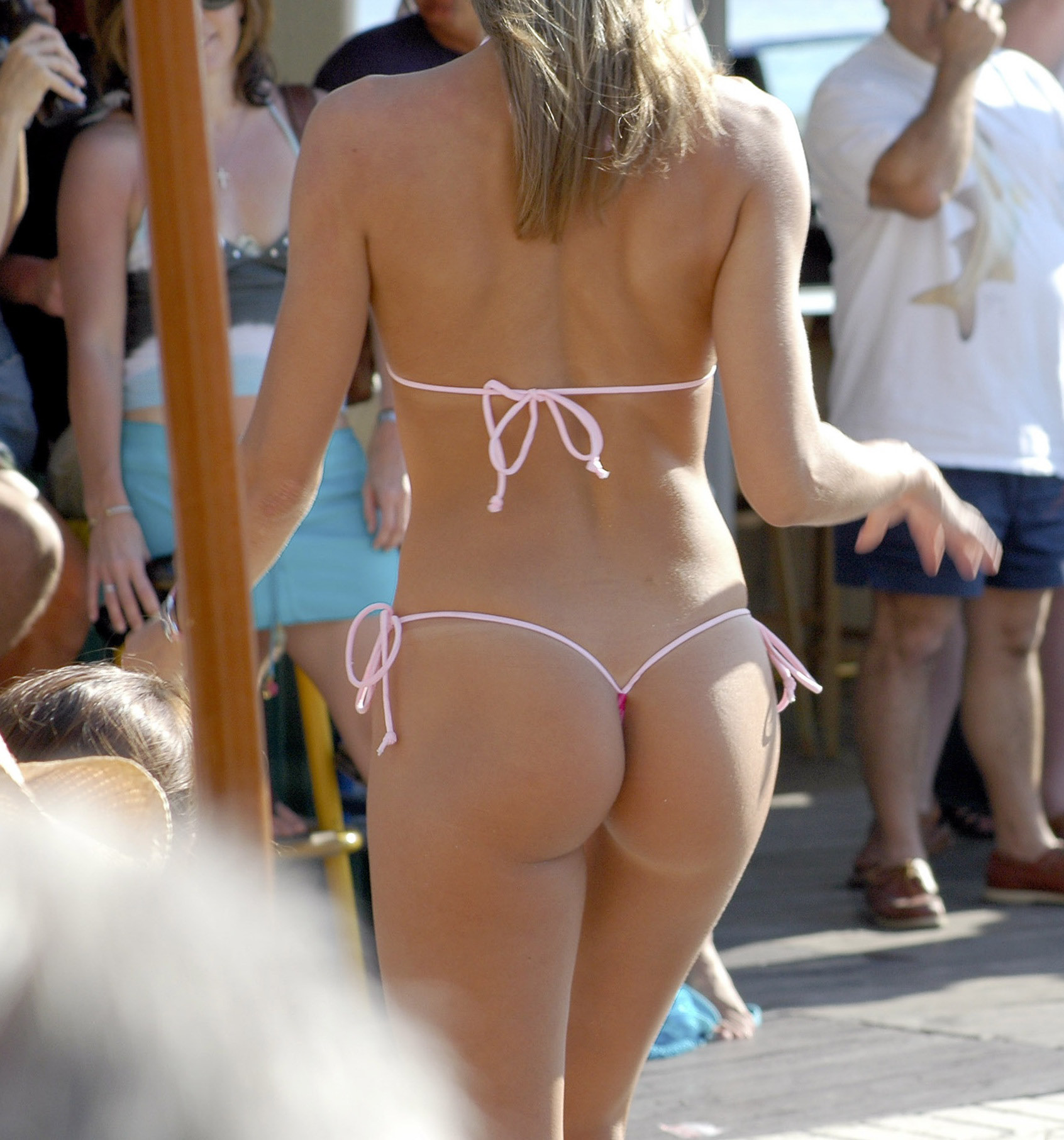
Bikini ze stringami, 2006

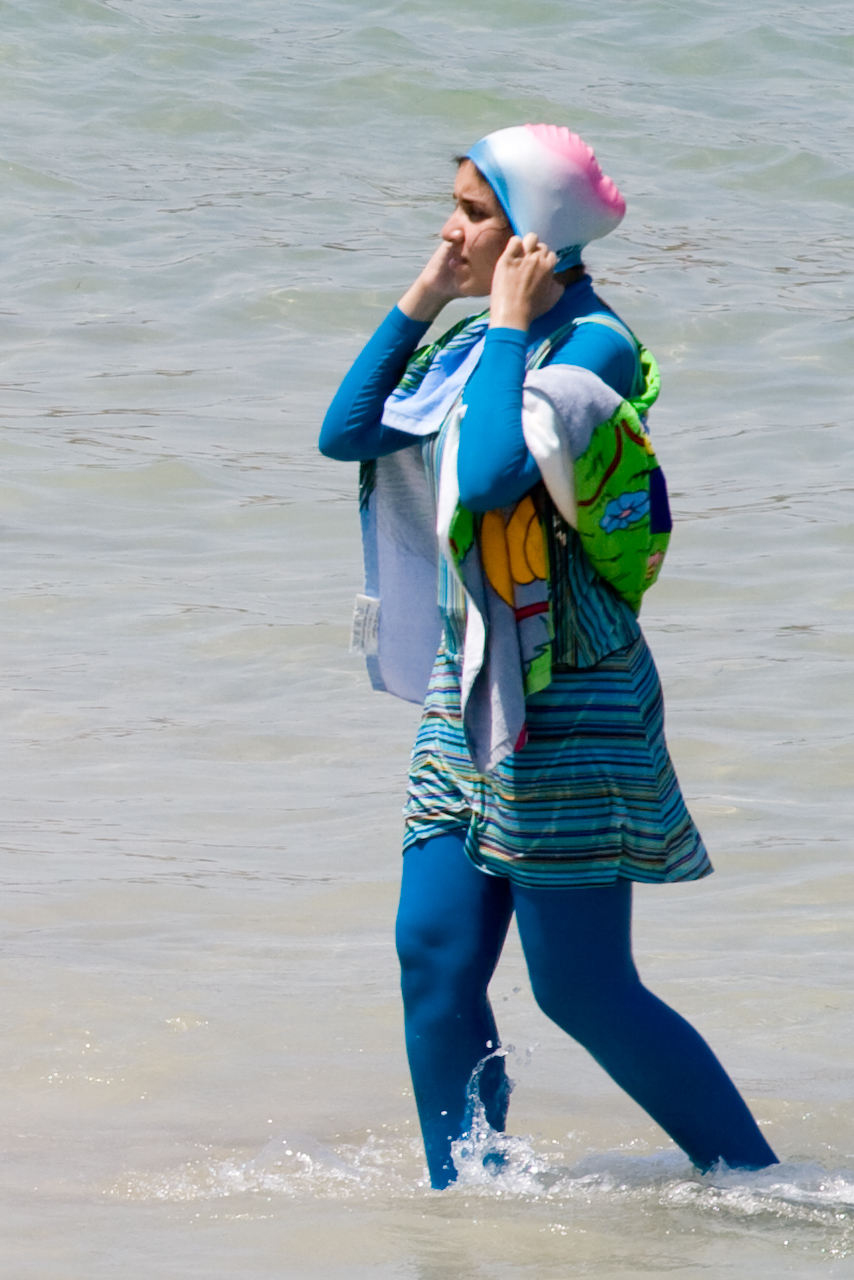
Burkini, 2009

| Nazwa                | Ilustracja | Opis |
| -------------------- | ---------- | --- |
| Strój jednoczęściowy |            | |
| Tankini              |            | Dwuczęściowy strój kąpielowy, składający się z majtek lub szortów oraz koszulki |
| Monokini             |            | Od stroju jednoczęściowego odróżnia je większe odsłonięcie ciała. Jest to hybryda stroju jednoczęściowego i bikini. Część majtkowa oraz biustonosz połączone są zazwyczaj pasem materiału z przodu. Monokini jest zazwyczaj wykrojone po bokach talii, dzięki czemu optycznie ją wyszczupla i wyrównuje proporcje ciała |
| Skirtini             |            | Dwuczęściowy kostium złożony z biustonosza i krótkiej spódniczki |
| Bikini               |            | Dwuczęściowy strój kąpielowy, składający się z części majtkowej i stanika |
| C-stringi            |            | Usztywniony pasek materiału zakrywający wzgórek łonowy, przytrzymywany wąską, elastyczną częścią przeprowadzoną między pośladkami |
| Mikrokini            |            | Bardzo skąpo skrojony strój dwuczęściowy. Górną część tworzą trójkątne skrawki materiału, które zasłaniają niewiele więcej ponad brodawki sutkowe. Dół natomiast to bardzo wykrojone stringi |
| Stikini              |            | Dwuczęściowy strój składający się z nasutników zastępujących biustonosz oraz majtek |
| Topless              |            | Strój jednoczęściowy składający się jedynie z majtek (bądź dowolnej innej części ubioru zakrywającej części intymne) |
| Bottomless           |            | Odwrotność topless. Strój składający się jedynie z górnej części, a odkrywający miejsca intymne |
| Burkini              |            | Strój kąpielowy przeznaczony dla kobiet, które nie chcą odsłaniać ciała podczas kąpieli, np. muzułmanek |

### Stroje męskie

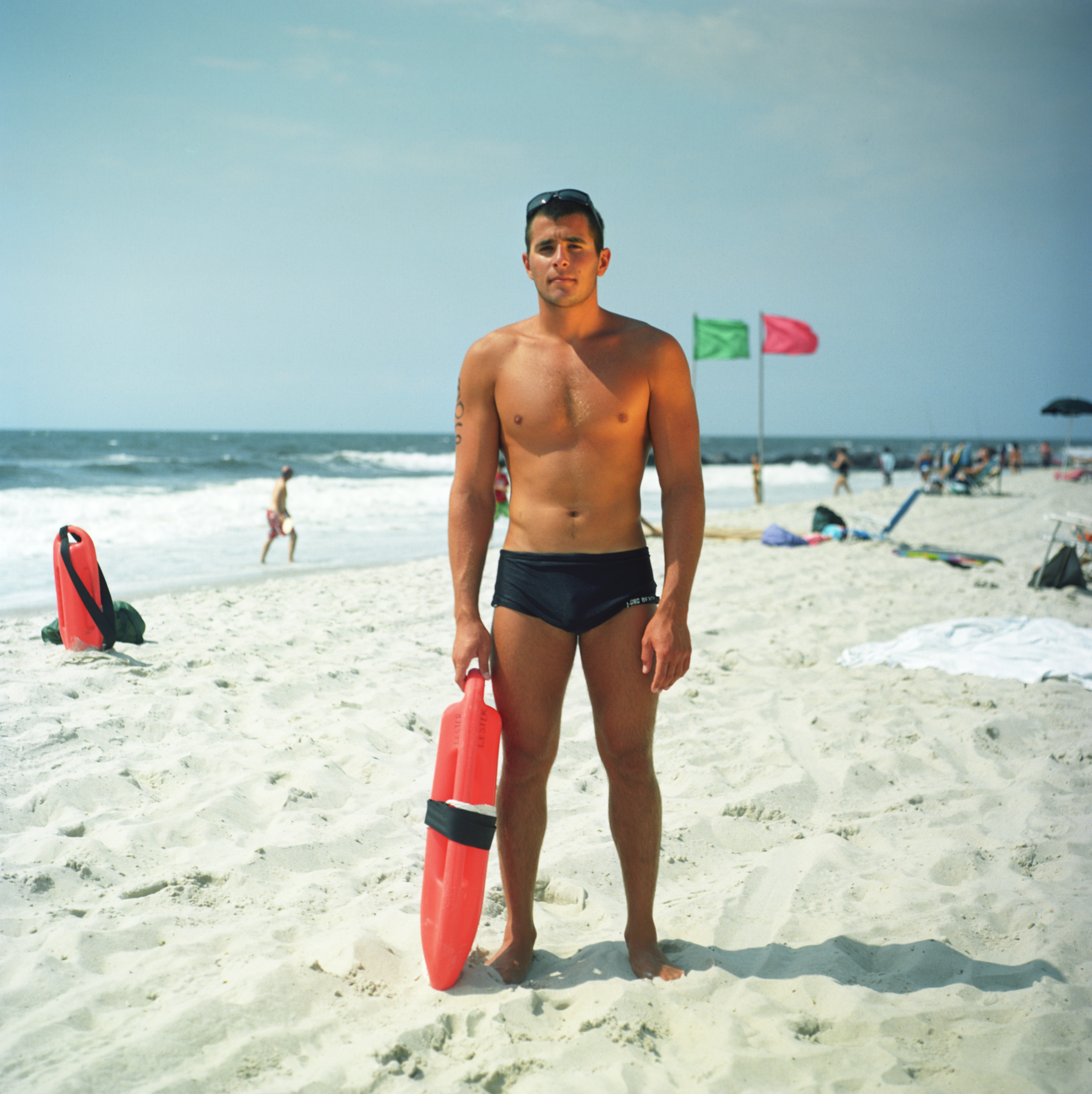
Ratownik w slipach, 2011

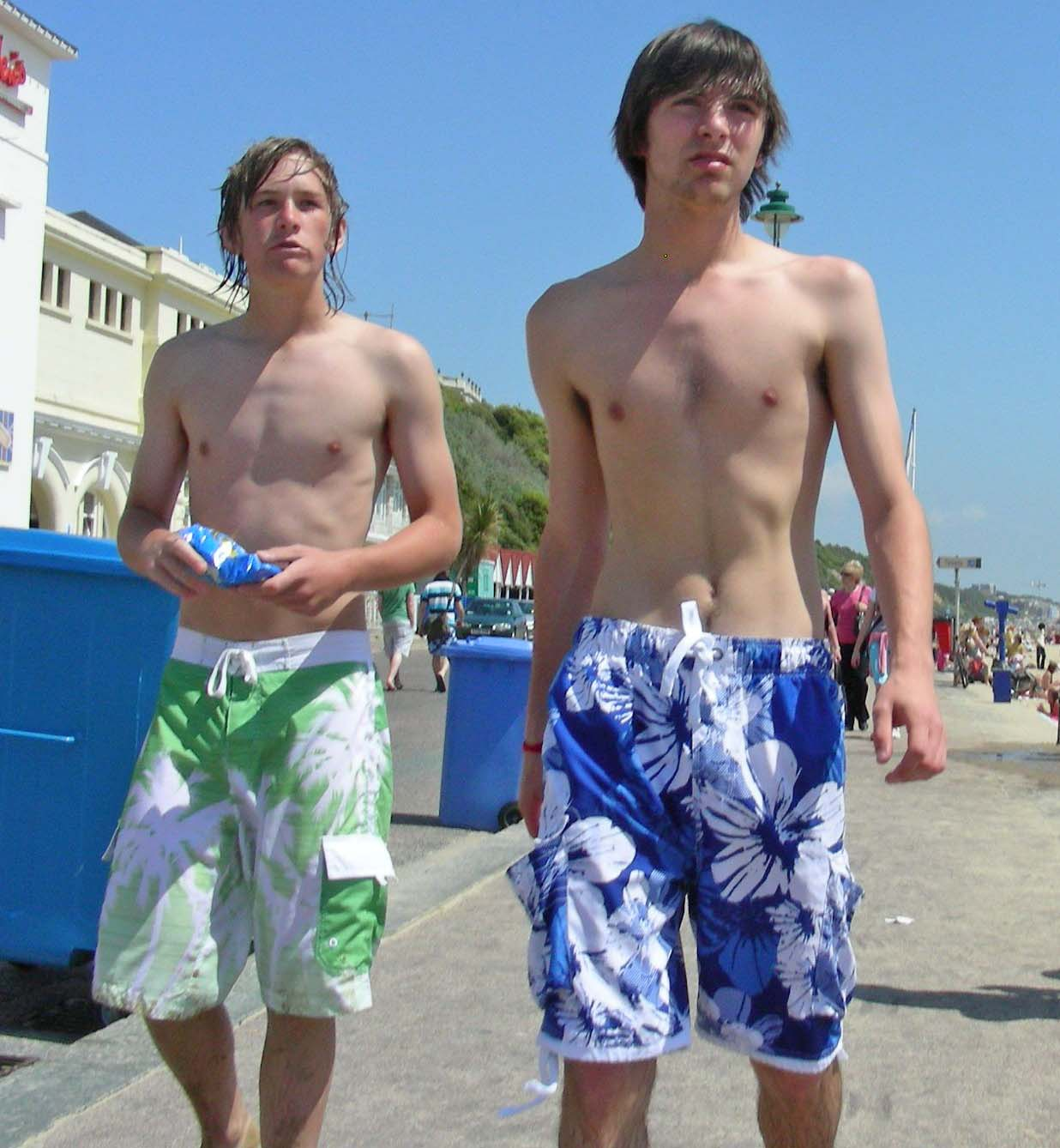
Chłopcy w bermudach, 2009

| Nazwa              | Ilustracja | Opis                                                                                                   |
| ------------------ | ---------- | --- |
| Slipy kąpielowe    |            | Kąpielówki o klasycznym kroju slipek                                                                   |
| Spodenki kąpielowe |            | Obcisłe spodenki z krótkimi nogawkami                                                                  |
| Bermudy kąpielowe  |            | Luźne spodenki wykonane z nieprzylegających materiałów, z dłuższymi nogawkami, sięgającymi nawet kolan |
| Mankini            |            | Kostium w postaci majtek na szelkach spopularyzowany przez film Borat                                  |

## Inne zastosowania kostiumu kąpielowego

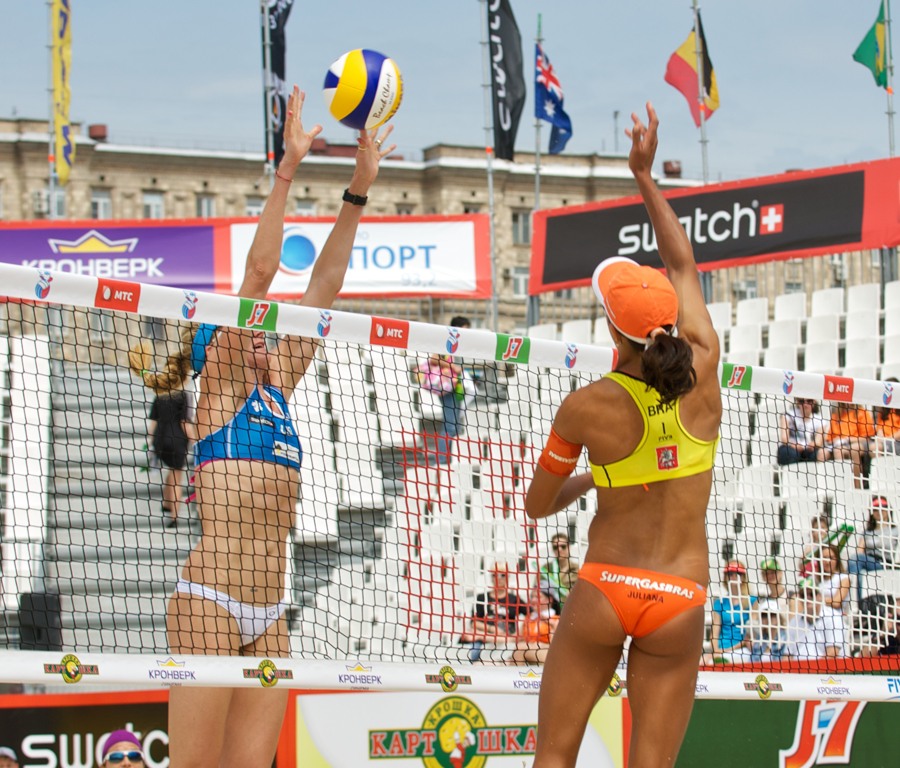
Mecz siatkówki plażowej, 2012

W drugiej dekadzie XX wieku w Stanach Zjednoczonych popularne stały się konkursy plażowych piękności, których uczestniczki prezentowały się w strojach kąpielowych. Organizowano je w wypoczynkowych miejscowościach, takich jak Venice Beach w Kalifornii czy Galveston w Teksasie. Z tych imprez wywodzą się wybory Miss America i inne wzorowane na nich konkursy, w których jeden z pokazów odbywa się w kostiumach kąpielowych.
Bikini ze stringami jest strojem na pokazach i w zawodach kulturystycznych. Z dwuczęściowego kostiumu kąpielowego wywodzi się też strój sportowy używany w siatkówce plażowej kobiet.